# Martin Hannett's Personal Mixes
| Críticas profissionais | Críticas profissionais |
| Avaliações da crítica  | Avaliações da crítica  |
| Fonte                  | Avaliação              |
| ---------------------- | ---------------------- |
| All Music Guide        | link                   |

Martin Hannett's Personal Mixes é uma compilação da banda britânica de pós-punk Joy Division, lançado em 2007. Ela consiste  da mistura de trechos alternativos e sons utilizados em estúdio feita pelo produtor da banda, Martin Hannett.

## Faixas
Todas as faixas por Joy Division
1. "Synth Tone" – 0:16
2. "Hannett's Lift Recording 1" – 1:47
3. "Keyboard Doodles" – 4:20
4. "Lift Recording 2" – 2:36
5. "Number False Start 1" – 0:48
6. "Curtis, Hannett, Gretton Interplay, Chit Chat and Cup Smashing" – 1:13
7. "Hannett Speaks" – 0:34
8. "Number False Start 2" – 0:06
9. "From Safety to Where" – 2:28
10. "Autosuggestion" – 6:09
11. "Heart and Soul" – 5:51
12. "N4 Europop" – 6:10
13. "24 Hours" – 4:28
14. "Passover" – 4:46
15. "N4" – 6:08
16. "N4 (Vers. 2)" – 6:07
17. "The Eternal" – 6:20